# Renate Rausch
Renate Rausch (* 5. März 1930 in Berlin; † 7. Dezember 2007 ebenda) war eine deutsche Soziologin.

## Leben
Renate Rausch studierte zunächst Englisch und Französisch am Dolmetscher-Institut der Ruprecht-Karls-Universität Heidelberg, ab 1950 Philosophie, Kunstgeschichte, Neuere Geschichte und Soziologie an der Philosophischen Fakultät der Universität Hamburg, wo sie 1959 mit der Schrift Die Muße in der amerikanischen Soziologie von Thorstein Veblen bis David Riesman bei Helmut Schelsky in Soziologie promovierte.
Von 1960 bis 1964 war sie Wissenschaftliche Mitarbeiterin der Sozialforschungsstelle an der Universität Münster in Dortmund.
Von 1964 bis Ende 1974 forschte sie in Zentralamerika, zunächst an einem vom Bundesministerium für wirtschaftliche Zusammenarbeit und Entwicklung geförderten Erwachsenenbildungsprojekt, ab 1966 als Professorin für Soziologie an der Universidad de Costa Rica in San José.
Zum Sommersemester 1975 folgte Renate Rausch einem Ruf der Philipps-Universität Marburg auf den Lehrstuhl für Methoden der empirischen Sozialforschung, den sie bis zu ihrer Emeritierung zum Wintersemester 1995/96 innehatte. Ihr besonderes Forschungsinteresse galt der Sozialstrukturanalyse der Bundesrepublik Deutschland und der Frauenforschung. 2001 war Renate Rausch maßgeblich an der Gründung des Marburger Zentrums für Gender Studies und feministische Zukunftsforschung beteiligt, im Mai 2007 wurde sie zu dessen Ehrenmitglied ernannt.
Zum anderen blieb sie der sozialwissenschaftlichen Lateinamerikaforschung treu. Seit 1985 hatte sie mehrere Gastprofessuren in Venezuela und Mexiko inne, hinzu kamen immer wieder Forschungsaufenthalte in zentral- und südamerikanischen Ländern.
Von Renate Rausch stammt die deutsche Übersetzung (inklusive des problematischen Titels) von David Riesmans Studie The Lonely Crowd (1950; dt. Die einsame Masse, 1956).

## Auszeichnungen
- 2000: Frauenförderpreis der Universität Marburg